# Карпенко, Галина Владимировна
Галина Владимировна Карпенко (12 апреля 1908, Москва, Российская империя — 1979, Москва, РСФСР, СССР) — русская советская писательница.

## Биография
Галина Владимировна родилась в 1908 году в Москве. Рано потеряла отца и мать. Осталась у неё только старенькая бабушка, которая и растила внучку, пока хватало сил.
Детство провела в одном из первых советских детских домов, о чём позже напишет свою первую книгу «Как мы росли». Писательницей стала довольно поздно, имея уже большой житейский опыт, которым хотела поделиться с другими людьми.
После детского дома Галина Владимировна работала на фабрике, потом училась, потом стала редактором: сначала на студии «Диафильм», а затем в издательстве «Детская литература», где вышла её первая книга.
Была писательницей и редактором, готовила сборники «Круглый год». Летом нередко приезжала с мужем-врачом в дом отдыха Карачарово, где вокруг Ивана Сергеевича Соколова-Микитова, чья дача была неподалеку, сложился круг интересных людей, среди которых было немало советских учёных и писателей.

## Книги
- 1956 — повесть «Как мы росли»
- 1959 — переиздание повести «Как мы росли»
- 1958 — повесть «Тамбу-ламбу»
- 1959 — рассказы для дошкольного возраста «Мы — рабочие»
- 1960 — повесть «Самый младший»
- 1961 — «Красный платочек». Рассказ про Международный женский день 8 Марта
- 1961 — «Снежный вечер», рассказ для дошкольного возраста
- 1962 — «Пристань „Кувшинка“», пьеса в 3-х действиях
- 1962 — «Три звонка», повесть
- 1964 — повесть «Самый младший», переиздание в другом оформлении
- 1964 — «Бухта Барахта», рассказ для дошкольного возраста
- 1965 — «Трудное решение», рассказы
- 1966 — «Гражданин республики», пьеса
- 1967 — «К бабушке, к дедушке!», комедия в 3-х актах, 9 картин с финалом
- 1967 — «Тимошкина марсельеза», повесть. Переиздание — 1975 г.
- 1968 — «Тамбу-ламбу. Три звонка», повести
- 1969 — «Диспут о любви», лирическая комедия в 2-х действиях
- 1971 — «Шура», повесть
- 1973 — «К бабушке, к дедушке. Седьмой гном», повести
- 1976 — «Зимний марш», пьеса в 3-х актах
- 1979 — повесть «Клятва на мечах».

Также была составителем и редактором детских календарей («Круглый год. Книга для чтения») на 1948, 1949, 1950, 1951, 1952, 1953, 1954, 1955, 1956, 1958 годы (год издания календарей — предыдущий).

## Экранизации
- 1957 — Тамбу ламбу
- 1972 — «К бабушке, к дедушке» — телефильм.